# Marcin Skotnicki
Marcin Skotnicki herbu Bogoria (zm. przed 22 lipca 1514 roku) – kasztelan zawichojski w latach 1503-1514, sędzia ziemski sandomierski w latach 1486-1504, podstoli sandomierski w latach 1482-1514, burgrabia krakowski w latach 1503-1514.
Student Uniwersytetu Krakowskiego w 1451 roku. Poseł małopolski na sejm piotrkowski 1503 roku. Podpisał konstytucję Nihil novi na sejmie w Radomiu w 1505 roku. Poseł na sejm koronacyjny 1507 roku z województwa sandomierskiego.